# Gogor
El grup Gogor (en català "Fermesa") va ser un grup reivindicatiu de sacerdots bascos format l'octubre de l'any 68, de tendència nacionalista i progressista basca, amb seu a Biscaia. Van dur a terme diverses accions de protesta a favor dels drets del País Basc i contra la repressió de la dictadura franquista.
El 1968, en ple debat del Vaticà II. A la vista de les decisions del Consell, el 4 de novembre de 1968, 60 sacerdots es van tancar a la casa del capellà de Derio contra la dictadura i a favor del reconeixement del País Basc i dels seus drets, i que intervingués el Vaticà. El bisbe de la diòcesi de Bilbao Pablo Gurpide, els va seguir de prop juntament amb la policia nacional que rodejà el seminari, i, abans de morir el bisbe, el novembre d'aquell any, va posar en suspensió "divinis" aquells sacerdots. Durant aquell tancament és quan naixeria el grup Gogor, el qual tindria una gran influència social en el futur polític del País Basc i de l'independentisme abertzale. El 1969, sis capellans tancats en vaga de gana al bisbat serien detinguts per la policia i condemnats (per rebel·lió militar) a penes d'entre 10 i 12 anys de presó. Així, uns mesos després, en vigílies de la jornada pro amnistia del 2 de novembre de 1969, se signava a París un document contra el règim, en què apareix com a signatari, juntament amb el PCE i ETA, el Col·lectiu de Capellans Bascos. Bona part dels membres d'aquell col·lectiu de capellans, així com dels del grup Gogor i desenes més d'activistes d'església complirien diverses condemnes a la presó especial per a clergues oberta pel règim a Zamora, abandonant els hàbits a partir del 1970.
Durant 25 dies Gogor ocupà el focus internacional, i la premsa local acusà els capellans de "rebels", "separatistes, "cismàtics", i "culpables de la mort del Bisbe Pablo Gurpide". Dos portaveus dels capellans arribaren fins i tot a desplaçar-se durant l'ocupació al Vaticà de Roma, fent arribar al Papa Pau VI un ampli document, en el que se li reclamava una "església pobra, lliure, dinàmica i indígena", juntament amb altres reclamacions populars com participació popular i la creació d'una Conferència Episcopal Basca.
La repressió i el silenci de la jerarquia eclesiàstica, van esgotar la paciència d'un grup de capellans, del grup Gogor, que coherents amb els seus principis i compromisos, van decidir iniciar una vaga de fam, en ple estat d'excepció, el dia 31 de maig de 1969, a la seu del Bisbat de Bilbao, cosa que els va costar penes de presó de deu i dotze anys. Durant els mesos següents a la vaga de fam i els anys següents 1970 al 1975 van persistir algunes actuacions soltes de sacerdots i religiosos bascos que ho varen pagar molt car amb multes, presó i exili. Entre centenars de detencions, van figurar les dels següents capellans: Karmelo Zamalloa, Pablo Peña, Luis Mari Bereziartua, Patxi Bilbao, Imanol Oruemazaga, Zipriano Zamalloa, Anastasi Olabarria, Martin Hormaetxe, Fco Javier Sagastagotia, Jose Antonio Zabala, Juan Antonio Arako, Patxi Regidor, Jose Antonio Kalzada, Periko Berrioategortua, Jose Miguel Gonzalez Batis i el religiós Tasio Erkizia, etcètera.